# Villa rustica de la Valea Lupului
Villa rustica este situată la 800 m de localitatea Valea Lupului din județul Hunedoara, pe partea stângă a drumului spre localitatea Râu Bărbat.

## Legături exerne
- Roman castra from Romania (includes villae rusticae) - Google Maps / Earth Arhivat în 5 decembrie 2012, la Archive.is